# Casa profesa de Roma
La Casa profesa de Roma fue una residencia de la Compañía de Jesús en esta ciudad y de la que formaba parte la iglesia del Gesú.

## Historia

### Antecedentes
Ignacio de Loyola, fundador de la Compañía de Jesús, llegó a Roma en el otoño de 1537, viviendo en distintas residencias provisionales:
1. Desde noviembre de 1537 hasta la Pascua de 1538 (abril): en una casucha de los viñedos de Qurino Garzoni, en el entonces acantilado de Trinitá dei Monti.
2. Desde abril al otoño de 1538: se trasladó a una casa alquilada cerca del Ponte Sisto, en la que ya vivía el doctor don Pedro Ortiz.[1]
3. Dede otoño de 1538 hasta enero de 1541: en el palacio de Antonino Frangipane en Torre del Melangolo, que corresponde a la actual via dei Delfini.

### Primera construcción

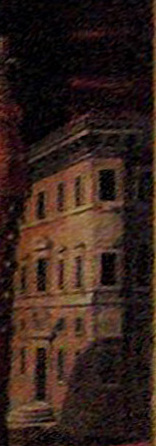
La casa profesa en un detalle de un cuadro representado a los patronos de la iglesia.

Finalmente, en el mes de enero de 1541, Ignacio y sus compañeros pasarían a una pequeña casa en una huerta inmediata a la iglesia de Santa Maria della Strada (también conocida como de Santa Maria de Astallis). Esta pequeña casa había comenzado a construirse en agosto de 1540, ya que Pietro Codacio, primer italiano en unirse a la Compañía de Jesús, era por entonces párroco de la iglesia.Es también en 1541 cuando Codacio renuncia a ser párroco de Santa Maria della Strada y Paulo III concede a perpetuidad la iglesia y su parroquialidad a la Compañía de Jesús mediante la bula Sacrosanctae Romanae Ecclesiae, otorgada el 24 de junio de 1541. Sería unos meses más tarde, el 15 de mayo de 1542 los jesuitas toman posesión de la iglesia, que junto a las casas anexas que les servían de residencia, formarían la casa profesa.
Hacia 1544 vivían en esta casa, de cuartos bajos y angostos, una treintena de alumnos jesuitas. Unos diez años después, la casa debía de haber sido ampliada, ya que albergaba entre cincuenta y sesenta jesuitas.
En esta primera construcción murió, el 31 de julio de 1556, Ignacio de Loyola, que habitaba cuatro pequeñas habitaciones en su calidad de general de la Compañía. Fue enterrado en la iglesia de Santa Maria della Scala, que funcionaba como iglesia de la casa profesa.
Hacia 1570 este templo sería demolido, para dar lugar a una nueva iglesia construida gracias al patronazgo y munificencia del cardenal Alejandro Farnesio según planos de Vignola. Esta nueva iglesia se finalizaría en 1584.

### Segunda construcción

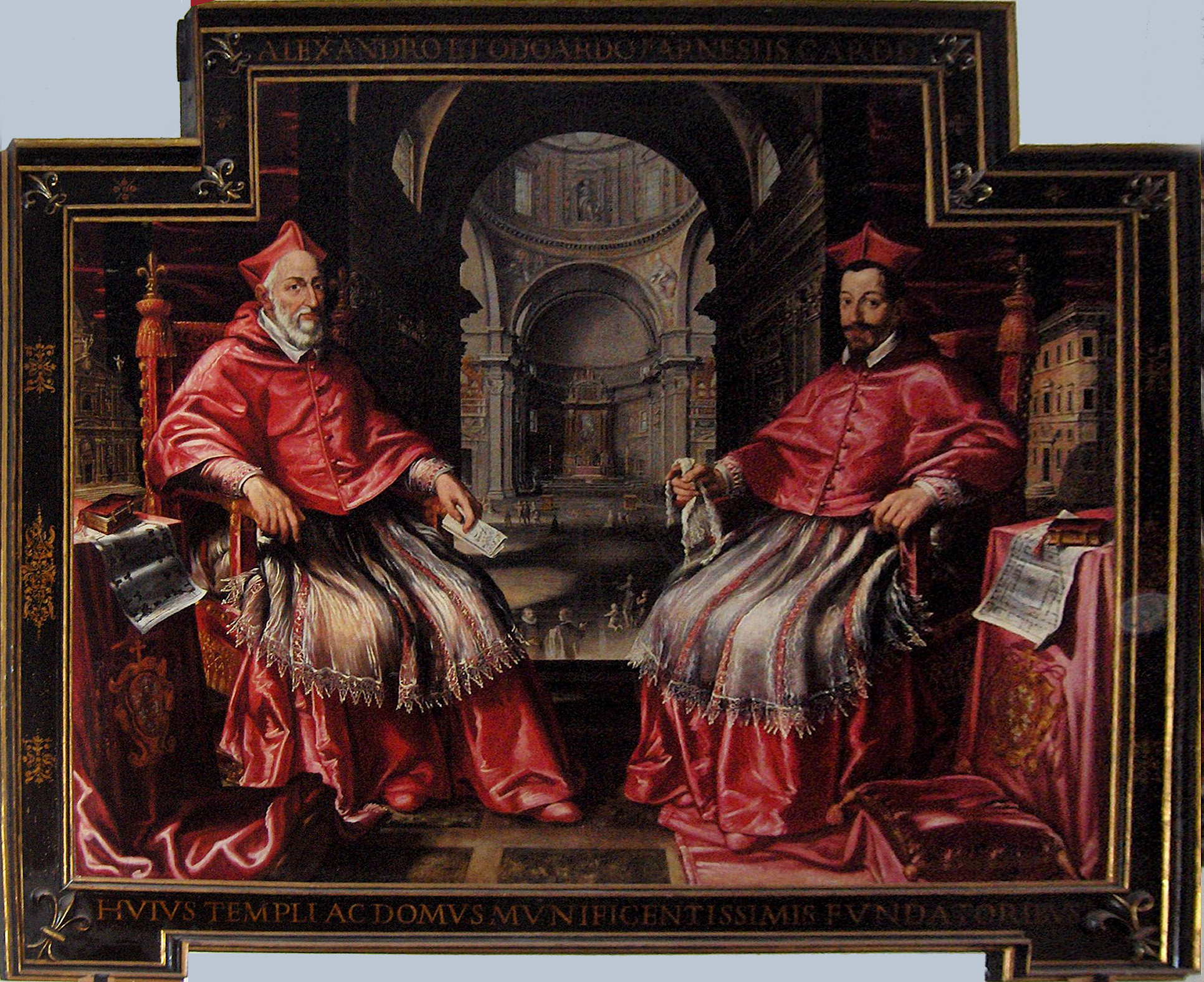
El cardenal Alejandro Farnesio (1520-1589) y su sobrino nieto Eduardo (1573-1626), como patronos y fundadores de la casa profesa y su iglesia (pintura anónima, c.1622-1624). Entre los fundadores se observa la nave central y presbiterio del Gesú en el estado que presentaba entonces.

Las graves inundaciones sufridas en Roma por la crecida del Tíber de 1598 dejaron la casa profesa en mal estado. Además el pequeño edificio se avenía mal a las crecientes necesidades de la Compañía, y formaba un gran contraste con su flamante templo. Por este motivo, el año siguiente se dio comienzo a la construcción de un nuevo edificio. Esta nueva construcción fue financiada teniendo como patrono al joven cardenal Eduardo Farnesio, sobrino nieto del primer patrono, Alejandro Farnesio. Girolamo Rainaldi fue el arquitecto elegido para la obra, de la que se puso la primera piedra el 6 de julio de 1599.Tras un pequeño debate en el seno de la Compañía, se decidieron conservar las estancias donde habitó y murió Ignacio de Loyola (que sería canonizado en 1522) como parte de la nueva construcción.Estas habitaciones fueron convertidas para el culto según deseo del padre general Claudio Acquaviva, celebrándose en ellas una primera misa el 31 de julio de 1605.La nueva construcción finalizaría en 1623.
En 1773, tras la Supresión de la Compañía decretada por Clemente XIV mediante el breve Dominus ac Redemptor, los jesuitas abandonaron el edificio y su templo. 

### Tras la Restauración
Pio VII restauró la Compañía de Jesús mediante el breve Sollicitudo omnium ecclesiarum. Este documento fue solemnemente promulgado en la capilla de la Congregación de Nobles, dentro de la casa profesa de Roma el 7 de agosto de 1814. El acto contó con una multitud de asistentes entre los que se encontraban 150 jesuitas que lo eran desde antes de la Supresión.Después de este momento se restituyó a la Compañía la iglesia del Gesú y la casa profesa.
Tras la supresión de las órdenes religiosas por la Ley de 19 de junio de 1873 y hasta 1940, la casa profesa estuvo en poder del reino de Italia que instaló en ella el Archivio di Stato y parte del Ministerio de la Guerra. Las habitaciones de San Ignacio convertidas en oratorio fueron dejadas bajo poder de los jesuitas.
La recuperación progresiva de la casa profesa se produjo en la década de 1920. En este momento se reabrió la puerta principal del edificio para permitir una entrada más fácil a las estancias ocupadas por Ignacio de Loyola.  Estas últimas fueron visitadas por Alfonso XIII y Victoria Eugenia en el marco de su visita a Roma en 1923.
En 1932, con la regularización de la via di San Marco, en el sur del edificio, la fachada situada en este lugar fue amputada en algunos metros.
Actualmente la casa alberga diversas instituciones jesuitas y sigue funcionando como residencia de estos.

## Descripción
El conjunto de la casa profesa ocupa una gran manzana comprendida entre la piazza del Gesú, via d'Aracoeli, via di San Marco, via degli Astalli y la via del Plebiscito. La iglesia se encuentra situada en el ángulo noroeste de la manzana, con fachada a la piazza del Gesú y a lo largo de la via del Plebiscito. 
La casa profesa propiamente dicha se dispone en los tres cuartos más al sur de la manzana. Tiene su fachada en la piazza del Gesú, a continuación de la de su iglesia. El edificio tiene aspecto de palacio romano, construido en ladrillo y con los resaltes (marcos de puertas, ventanas, cornisas) en mármol travertino. El estilo de la casa profesa es clasicizante y de aspecto elegante y austero.  
Contaba originalmente con cinco pisos: una planta semisótano, una planta baja algo elevada, una entreplanta o mezzanine, una planta principal y una segunda planta. En el siglo XX, se añadió una nueva planta tras la cornisa original.
En la esquina noreste de la manzana se dispone, tras el ábside de la iglesia del Gesú una pequeña construcción de dos alturas, que no forma parte del conjunto estético palacial de la Casa Profesa. Esta parte del conjunto estaba reservada al cardenal Eduardo Farnesio como patrono de la casa profesa y en ella se encuadra la capilla Farnesiana.
La fachada cuenta con dos importantes inscripciones:
- La referente a la puesta de la primera piedra por Eduardo Farnesio, en la esquina de la piazza del Gesú con la de la via d’Aracoeli.
- La de la última piedra también por Eduardo Farnesio, en la esquina sureste que está coronada por el escudo de este cardenal. Bajo esta lápida se encuentra un rico edículo con baldaquino bajo el que se encuentra una copia de la pintura de la Madonna della Strada, conservada en la iglesia del Gesú y titular del templo que se alzaba en su lugar.

En su interior se dispone un amplio patio, antes ajardinado y hoy dedicado a campos de deporte. Además cuenta con espacios de culto, notorios por su importancia artística, y en algunos casos religiosa:
- Cuartos de San Ignacio: conjunto de cuatro estancias habitadas por el santo y por sus sucesores como padres generales de la Compañía hasta 1602. Se encuentran en la crujía oeste dando a la via d’Aracoeli. Están precedidas por una importante galería pintada por Andrea Pozzo, en estilo ilusionista barroco, con escenas de la vida de San Ignacio.
- Capilla de los Nobles: donde se reúne la Congregación Mariana de Nobles de la Asunción y San Luis Gonzaga, que desde su fundación, a finales del siglo XVI, reúne a gran parte de la nobleza romana. En esta capilla Pio VII promulgó el breve Sollicitudo omnium ecclesiarum el 7 de agosto de 1814 por el que se restablecía la Compañía de Jesús en el mundo.
- Capilla Farnesiana: pequeño oratorio, ricamente decorado, que era utilizado para celebrar misa por el fundador y patrono Eduardo Farnesio dentro del Apartamento Farnesio que se reservó en la casa profesa.

Además a lo largo del tiempo ha contado con otros espacios de culto, destinados a acoger distintas congregaciones.

## Valoración
A decir del padre de Buck, sobre el aspecto arquitectónico de las tres principales casas de los jesuitas en Roma:
Parlando in Roma delle tre case principali della Compagnia di Gesù, di una suol dirsi che "pare e non è", e vuole ìntendersi del Collegio Romano, edificato da Gregorio XIII sul suolo di un vasto palazzo, ma la utilità reale di quella casa non corrisponde all'apparenza esteriore. "Non pare ed è", dicesi della seconda casa, ossia del Noviziato di S. Andrea al Quirinale, la quale non ha apparenza alcuna ali' esterno, benché sia molto vasta ed abbia un numero grande di celle. "Pare ed è", dicesi finalmente della Casa Professa, che apparisce ed è infatti un grande convento, e forse il migliore della città.

(en español, Hablando en Roma de las tres casas principales de la Compañía de Jesús, se dice que una "parece ser y no es", y pretende ser el Colegio Romano, construido por Gregorio XIII -sobre el suelo de un vasto palacio, pero la utilidad real de esa casa no corresponde a su apariencia exterior. "No parece y es", se dice de la segunda casa, es decir, la No parece y es, se dice de la segunda casa, es decir, del Noviciado de S. Andrea al Quirinale, que no tiene apariencia externa, aunque es muy grande y tiene un gran número de celdas. "Parece y es", se dice finalmente de la Casa Profesa, que parece y es de hecho un gran convento, y quizá el mejor de la ciudad.)